# Кутеней (округ)
Ку́теней, Кутени (англ. Kootenai [ˈkuːtəneɪ, ˈkuːtəniː]) — округ в штате Айдахо. Административным центром является город Кер-д’Ален.

## История
Округ Кутеней был образован 22 декабря 1864 года отделением от округа Нез-Перс. Он получил название по индейскому племени кутенаи, что в переводе означает «водные люди».

## Население
По состоянию на июль 2008 года население округа составляло 137 475 человек. По этому показателю округ занимает третье место по штату. С 2003 года население увеличилось на 16,89 %. Ниже приводится динамика численности населения округа.

## География

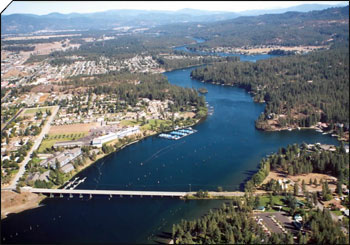
Вид на город Пост-Фолс

Округ Кутеней располагается в северной части штата Айдахо. Площадь округа составляет 3408 км², из которых 183 км² (5,36 %) занято водой.
|                        |         | Боннер |
| Спокан (шт. Вашингтон) | север   | Шошоне |
| Спокан (шт. Вашингтон) | Кутеней | Шошоне |
| Спокан (шт. Вашингтон) | юг      | Шошоне |
|                        | Бенева  |        |

### Дороги
- — I-90
- — US 95
- — ID 3
- — ID 3
- — ID 53
- — ID 54
- — ID 97

### Города округа
| - Долтон-Гарденс - Кер-д’Ален - Пост-Фолс - Ратдрам - Спирит-Лейк - Стейт-Лайн - Фернан-Лейк-Виллидж | - Хаузер - Хейден - Хейден-Лейк - Хэрисон - Хьюттер - Уорли - Этол |

### Достопримечательности и охраняемые природные зоны
- Каниксу (частично)
- Кер-д’Ален (частично)